# Lowell Sherman
Lowell J. Sherman (11 de outubro de 1888 - 28 de dezembro de 1934) foi um ator e diretor de cinema americano . Em uma prática incomum para a época, ele atuou como ator e diretor em vários filmes no início dos anos 1930. Mais tarde,  voltou-se exclusivamente para a direção. Tendo obtido grandes sucessos na direção dos filmes "She Done Him Wrong"  (estrelado por Mae West ) e  "Morning Glory" (que deu a Katharine Hepburn seu primeiro Oscar ), ele estava no auge de sua carreira quando morreu após uma breve doença.

## Início da vida e carreira
Nascido em São Francisco em 1888 , filho de John Sherman e Julia Louise Gray, que estavam ligados ao teatro; John como agente de administração teatral e Julia como atriz de teatro. Sua avó materna era atriz, estrelando com o famoso ator Edwin Booth. Sherman começou sua carreira como ator infantil, aparecendo em muitas companhias de teatro. 

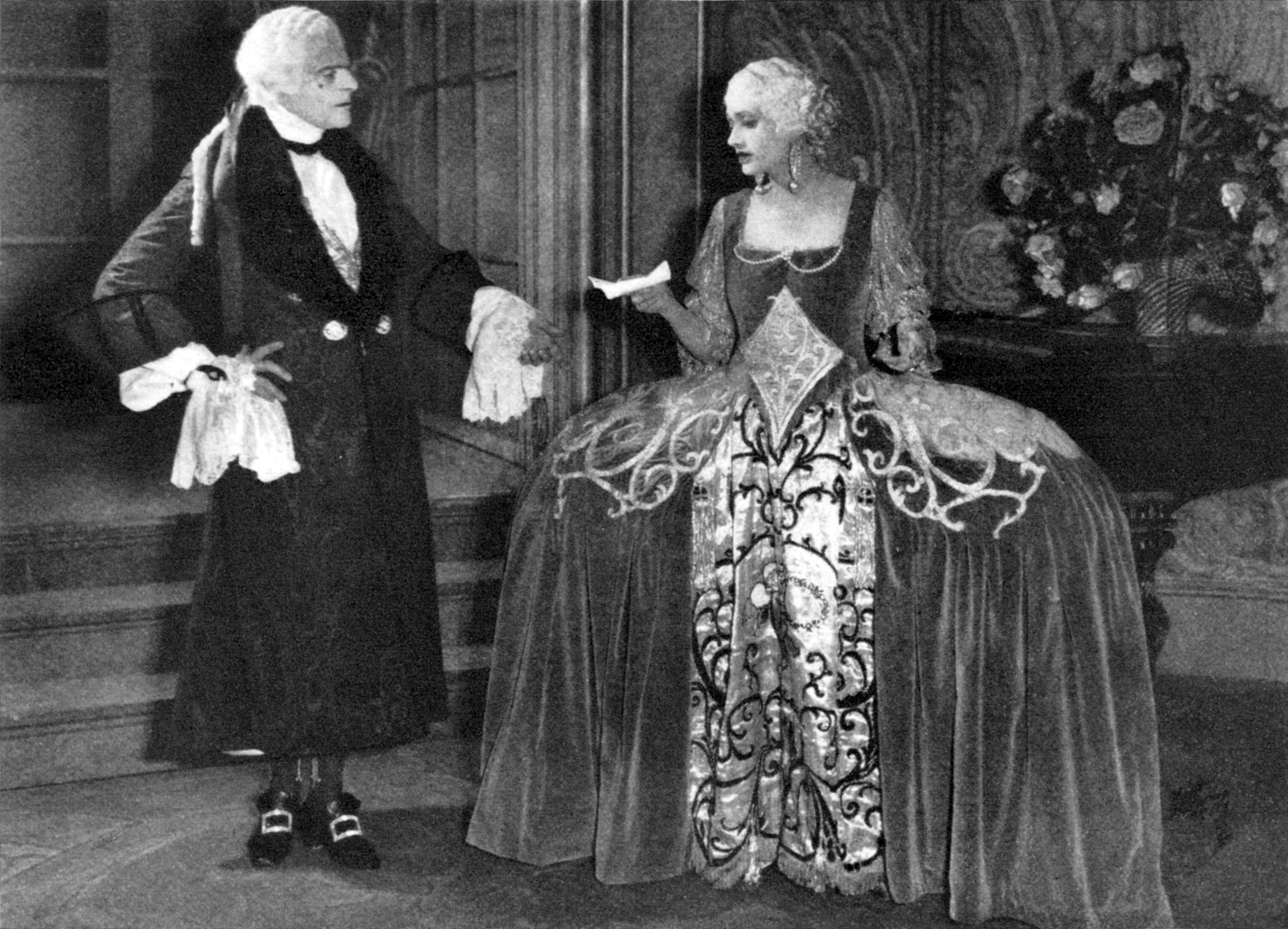
Lowell Sherman e Katharine Cornell na produção da Broadway de Casanova (1923)

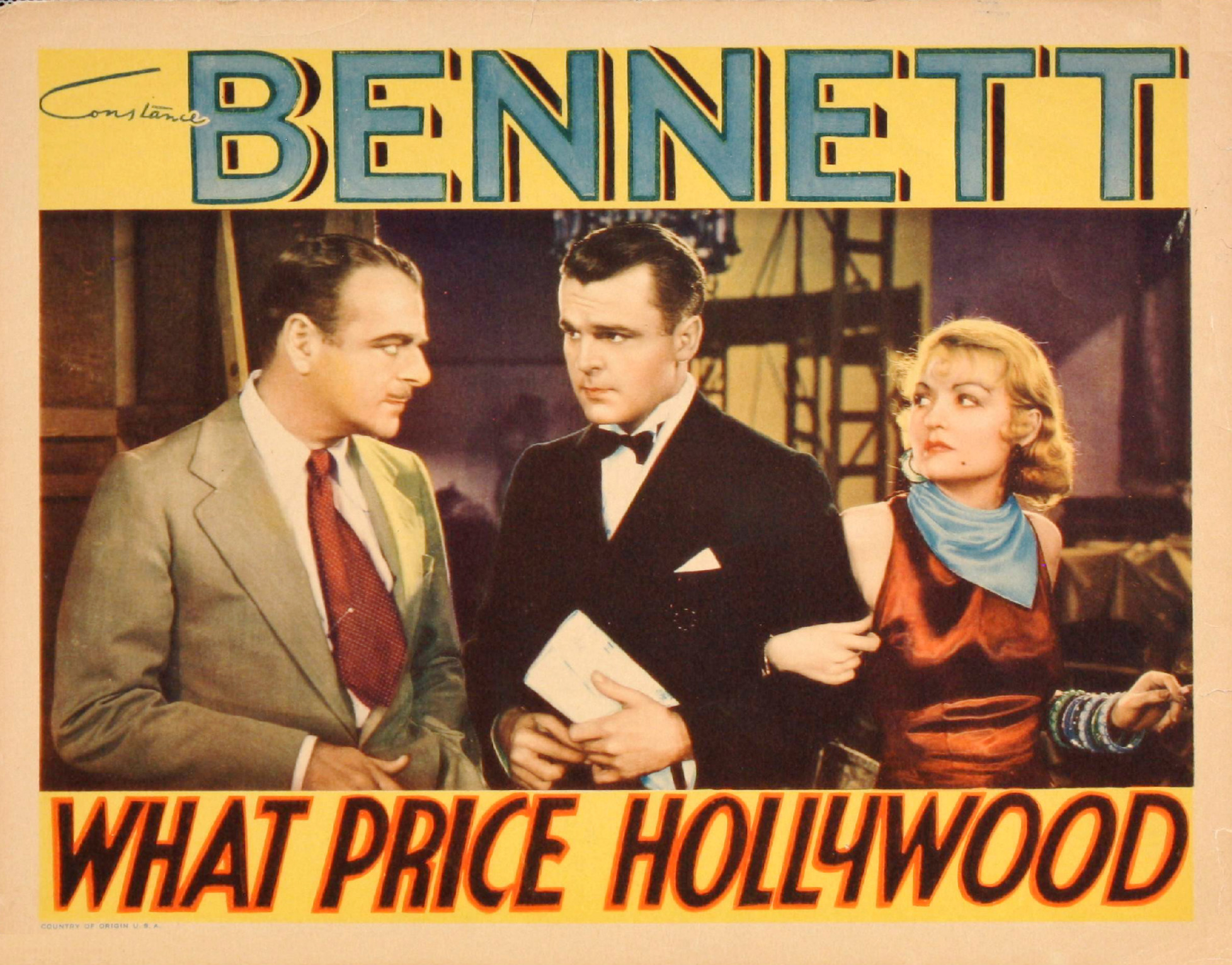
Lowell Sherman (à esquerda), Neil Hamilton e Constance Bennett em What Price Hollywood? (1932)

Quando adulto, ele atuou na Broadway em peças como "Judith of Bethulia" (1904) com Nance O'Neil e no sucesso de David Belasco de 1905, "The Girl of the Golden West" , com Blanche Bates, onde ele era um jovem piloto da Pony Express.
Em 1921, Sherman estava em São Francisco participando de uma festa como convidado do amigo Roscoe Arbuckle no St. Francis Hotel . Ele estava em uma sala adjacente com a senhora Maude Delmont quando Arbuckle estava com Virginia Rappe . Rappe morreu quatro dias depois. Surgiram alegações sombrias de que Arbuckle a estuprou na festa e infligiu ferimentos que causaram sua morte diretamente. Arbuckle foi preso por assassinato (posteriormente rebaixado para homicídio culposo), e Sherman teve que testemunhar durante o julgamento que se seguiu.
A carreira de Sherman não sofreu significativamente com as consequências de sua participação na festa. Na Broadway, em 1923, Sherman interpretou  Casanova ;  . Seu único crédito como diretor da Broadway foi em Morphia, em 1923, onde também estrelou. Sua reputação foi construída após muitos anos aparecendo em peças populares da Broadway. Mesmo depois de se tornar uma estrela de sucesso no cinema mudo, continuou a atuar na Broadway, seu último papel foi em "The Woman Disputed", entre setembro de 1926 e março de 1927.
Em 1915, Sherman atuava em filmes mudos, geralmente interpretando playboys, até que DW Griffith o escalou como o vilão do filme clássico "Way Down East" (1920). Continuou interpretando vilões ou playboys em filmes, como havia feito no teatro, ao longo da década de 1920, em filmes como "Molly O'" (1921), "A Lady of Chance"(1929) e mais tarde em filmes falados como "Ladies of Leisure" (1930) e "What Price Hollywood?" (1932).
Apesar de bem-sucedido, Sherman não estava totalmente satisfeito com sua carreira como ator, afirmando que "nada se torna tão monótono quanto atuar no palco, especialmente se você for bem-sucedido ... trabalhar nos filmes parecia ainda mais monótono". Em 1930, o executivo da RKO, William LeBaron, deu a ele a oportunidade que procurava; permitindo-lhe estrelar e dirigir o filme "Lawful Larceny" .  Sherman havia estrelado a produção da peça na Broadway em que o filme se baseava e reprisou seu papel. Nos três anos seguintes, ele estrelou e dirigiu mais sete filmes, incluindo "Bachelor Apartment" (1931) com Irene Dunne, "The Royal Bed" (1931) com Mary Astor e "The Greeks Had a Word for Them" (1932) com Joan Blondell .
Em 1933, concentrou-se em suas funções de diretor. "The Greeks Had a Word for Them"  foi seu último papel como ator, no palco ou na tela. Os cinco filmes onde sua única responsabilidade foi dirigir foram todos sucessos de crítica e financeiros. Dirigiu Mae West em seu primeiro filme estrelado, "She Done Him Wrong" ( Paramount Pictures, 1933), e seguiu com a performance vencedora do Oscar de Katharine Hepburn em Morning Glory ( RKO Radio Pictures, 1933). Também dirigiu "Broadway Through a Keyhole" ( Twentieth Century Pictures, 1933) com Russ Columbo e "Born to Be Bad" ( United Artists, 1934) com Loretta Young e Cary Grant (com quem trabalhou com "She Done Him Wrong"). Seu trabalho final, "Night Life of the Gods" ( Universal Pictures ), foi lançado em 1935, após a morte de Sherman, e foi outro sucesso de crítica e finanças.

## Vida pessoal
Sherman foi casado três vezes e não teve filhos. Seu primeiro casamento foi com a atriz Evelyn Booth, irmã do dramaturgo John Hunter Booth, com quem se casou em 11 de março de 1914. Booth pediu o divórcio alegando que Sherman não a sustentava e era cruel. Ela recebeu o divórcio em 19 de março de 1922. Em 1926, ele se casou com a atriz Pauline Garon . Sherman pediu o divórcio em 25 de janeiro de 1929, alegando que Garon o abandonou em agosto de 1928 por insistência de seus pais. O divórcio foi concedido em março de 1929.  Seu terceiro e último casamento foi com a atriz Helene Costello, a irmã mais nova de Dolores Costello . Eles se casaram em 15 de março de 1930 em Beverly Hills . . Sherman e Helene se separaram em novembro de 1931 e se divorciaram em maio de 1932.

## Morte
Em 28 de dezembro de 1934, Sherman morreu em um hospital de Los Angeles com pneumonia dupla. Sherman está enterrado no Forest Lawn Memorial Park, Glendale .
No momento de sua morte, Sherman estava dirigindo "Becky Sharp", o primeiro filme inteiramente na técnica Technicolor de três faixas. Mesmo depois de ficar doente, Sherman continuou a trabalhar no projeto e estava há 25 dias na produção. Após sua morte, Rouben Mamoulian foi trazido para terminar o filme. Mamoulian não usou nenhuma das filmagens de Sherman, optando por refazer o filme inteiro.

## Carreira na Broadway
- Judith of Bethulia (1904)
- The System of Dr. Tarr (1905)
- Strolling Players (1905)
- The Girl of the Golden West (1906) - Rider of the Pony Express
- The Girl of the Golden West (1907) - Rider of the Pony Express
- The Girl of the Golden West (1908) - Rider of the Pony Express
- The First Lady in the Land (1911–12) - James Madison
- The Dragon's Claw (1914)
- The Eternal Magdalene (1915–16)
- The Heart of Wetona (1916) - Anthony Wells
- The Guilty Man (1916)
- Our Little Wife (1916)
- The Knife (1917)
- Good Morning, Rosamond (1917)
- The Heritage (1918)
- The Squab Farm (1918)
- A Marriage of Convenience (1918)
- Not with My Money (1918)
- The Woman in Room 13 (1919)
- The Sign on the Door (1919–20) - Frank Devereaux
- The Man's Name (1920) - Hal Marvin
- Lawful Larceny (1922) - Guy Tarlow
- The Fool (1922–23) - Jerry Goodkind
- The Masked Woman (1922–23) - Baron Tolento
- Morphia (1923) - Julian Wade
- Casanova (1923) - Giacomo Casanova
- Leah Kleschna (1924) - Raoul Berton
- High Stakes (1924) - Joe Lennon
- The Woman Disputed (1926–27) - Capt. Friedrich Von Hartmann

## Filmografia
- Behind the Scenes (1914)
- Always in the Way (1914)
- Sold (1915)
- The Better Woman (1915)
- Vera, the Medium (1917)
- Yes or No ? (1920)
- Way Down East (1920)
- The New York Idea (1920)
- The Gilded Lily (1921)
- What No Man Knows (1921)
- Molly O (1921)
- Grand Larceny (1922)
- The Face in the Fog (1922)
- Bright Lights of Broadway (1923)
- The Masked Dancer (1924)
- The Spitfire (1924)
- The Truth About Women (1924)
- Monsieur Beaucaire (1924)
- Satan in Sables (1925)
- The Reckless Lady (1926)
- The Love Toy (1926)
- The Wilderness Woman (1926)
- You Never Know Women (1926)
- Lost at Sea (1926)
- Convoy (1927)
- The Girl from Gay Paree (1927)
- The Divine Woman (1928)
- The Garden of Eden (1928)
- The Whip Woman (1928)
- Mad Hour (1928)
- The Heart of a Follies Girl (1928)
- The Scarlet Dove (1928)
- The Whip (1928)
- Phipps (1928) *short
- A Lady of Chance (1928)
- Evidence (1929)
- General Crack (1930)
- Mammy (1930)
- Ladies of Leisure (1930)
- He Knew Women (1930)
- Midnight Mystery (1930)
- Oh, Sailor, Behave! (1930)
- Lawful Larceny (1930)
- The Pay-Off (1930)
- The Royal Bed (1931)
- The Stolen Jools (1931) *short
- Bachelor Apartment(1931)
- High Stakes (1931)
- The Greeks Had a Word for Them (1932)
- What Price Hollywood? (1932)
- Ladies of the Jury (1932)
- False Faces (1932)

### Diretor
- Lawful Larceny (1930)
- The Pay-Off (1930)
- The Royal Bed (1931)
- Bachelor Apartment(1931)
- High Stakes (1931)
- The Greeks Had a Word for Them (1932)
- Ladies of the Jury (1932)
- False Faces (1932)
- She Done Him Wrong (1933)
- Morning Glory (1933)
- Broadway Through a Keyhole (1933)
- Born to Be Bad (1934)
- Night Life of the Gods (1935)